# Elaeocarpus costatus
Elaeocarpus costatus là một loài thực vật có hoa trong họ Côm. Loài này được M.Taylor mô tả khoa học đầu tiên năm 1939.